# Carlo de Brouckère
Carlo de Brouckère (Roeselare, 2 februari 1920 - Oostende, 6 april 1985) was een Belgisch kunstschilder.

## Levensloop
Afstammeling van de Roeselaarse textielfabrikanten de Brouckère, volgde hij een marineopleiding aan de Zeevaartschool in Oostende. Tijdens de Tweede Wereldoorlog werkte hij op tankers en vrachtschepen, in het kader van de Royal Navy.
Toen hij afzwaaide, legde hij zich op de schilderkunst toe. In het nabij Torhout gelegen Groenhove verzamelde hij een groepje gelijkgezinde vrienden in wat het Atelier Groenhove werd genoemd. Opgericht in 1946 viel de groep in 1948-49 uiteen.
De Brouckère liet vervolgens in Torhout een huis bouwen door de jonge architect André Jacqmain. De architectuurcriticus Geert Bekaert omschreef het als één der meest oorspronkelijke stukken architectuur uit de vroege na-oorlogse periode. De Brouckère wijdde er zich een tijdje aan het kunstwezen maar legde zich weldra uitsluitend toe op het schilderen.
Het werk van De Brouckère sloot aan bij het surrealisme en behandelde thema's zoals de vrouw, de zee, fantasierijke combinaties van mens en dier, enz. Hij tekende sierlijk en gebruikte een rijk kleurengamma. Humor en speelsheid waren nooit ver weg.

## Groenhove
Van 1946 tot 1948 organiseerde de Brouckère een soort 'commune' in het Torhoutse landhuis Groenhove, een kasteeltje dat toebehoorde aan de Brugse rechter Maurice van de Walle en dat tamelijk gehavend uit de oorlog was gekomen.
De andere deelnemers waren:
- Claude Strebelle (1917-2010) die een van de bekendste architecten werd van de naoorlogse periode in België.
- Olivier Strebelle (1927-2017) die een bekend beeldhouwer werd.

Beide broers waren zoons van de kunstschilder Rodolphe Strebelle (1880-1959)
- Lucien van Vyve (Zottegem 1911 - Oostende 1993) was de kleinzoon van Henri van Vyve (1828-1905), brouwer in Oudenburg en de zoon van Gustave van Vyve (1877-1931), brouwer in Zottegem. Hij werd marineofficier en diende tijdens de oorlog op een Liberty Ship. Nadat hij afzwaaide werd hij kunstschilder. Na het uiteenvallen van de Groenhovegroep trok hij naar de Verenigde Staten waar hij in New York een restaurant openhield, alsook een tweede op het eiland Nantucket. Op oudere leeftijd kwam hij naar Oostende terug. In 1942 was hij getrouwd met Thérèse Donnard en in 1953 met Mary Thompson.
- Theo Kisselov, architect
- André Jacqmain (1921-2014), een Brussels architect die net als Strebelle een aanzienlijke reputatie verwierf.
- Aroldo Zavaroni (1920-2012), beeldhouwer